# 페니 위드모어
페넬로페 페니 위드모어(Penelope Penny Widmore)는 미국의 방송국 ABC의 텔레비전 드라마 시리즈 로스트의 등장인물로 소냐 왈거가 연기하였다. 페니는 시즌 2 마지막 에피소드에서 데스몬드 흄의 오랜 연인이며 영국의 거물 찰스 위드모어의 딸로 소개되었다. 조연이긴 하지만 시즌 3 피날레와 There's No Place Like Home에피소드에서 주목받을 만한 연기를 보여주었다. 페니와 데스몬드의 관계는 대체적으로 평론가와 팬들로부터 좋은 평가를 받고 있다. 엔터테인먼트 위클리와 같은 논평지에서는 그들만의 에피소드를 써보라고 추천한 적이 있다.